# Luka, Zolociv
Luka (în ucraineană Лука) este un sat în comuna Strutîn din raionul Zolociv, regiunea Liov, Ucraina.

## Demografie
Componența lingvistică a localității Luka
     Ucraineană (99,64%)
     Alte limbi (0,36%)
Conform recensământului din 2001, majoritatea populației localității Luka era vorbitoare de ucraineană (99,64%), existând în minoritate și vorbitori de alte limbi.